# Ezequiel Filipetto
Ezequiel Nicolás Filipetto (San Justo, 9 dicembre 1987) è un calciatore argentino, difensore dell'Acassuso.

## Carriera
Ha giocato nella massima serie dei campionati argentino, boliviano, rumeno, ecuadoriano e venezuelano.